# Martin Broszat
Martin Broszat, född den 14 augusti 1926 i Leipzig, död den 14 oktober 1989 i München, var en tysk historiker.
Broszat var professor vid Kölns universitet och 1972–1989 direktor för Institut für Zeitgeschichte i München.
Broszat inriktade sig särskilt på forskning om Tredje riket och Förintelsen. Han menar, att Adolf Hitler själv varken tog något definitivt beslut om att fysiskt utrota Europas judar eller utfärdade någon specifik order om "den slutgiltiga lösningen". Nazisternas förintelseprogram växte istället fram gradvis och det nazistiska styret kännetecknades av en "kumulativ radikalisering". Broszat menar, att när ett enskilt beslut inom den nazistiska administrationen orsakade ett problem, löstes detta med ett ännu radikalare beslut.